# Capheris approximata
Capheris approximata es una especie de araña del género Capheris, familia Zodariidae. Fue descrita científicamente por Karsch en 1878.
Habita en Namibia y Sudáfrica.